# اللطيفي الاسفل (شرس)

تعديل مصدري - تعديل

اللطيفي الاسفل هي إحدى قرى عزلة شرس الاسفل بمديرية شرس التابعة لمحافظة حجة، بلغ تعداد سكانها 34 نسمة حسب تعداد اليمن لعام 2004.